# S.O.S. (ABBA)
S.O.S. è un singolo del gruppo musicale svedese ABBA, pubblicato nel giugno 1975 come quinto estratto dal terzo album in studio ABBA.

## Descrizione
Curiosamente, è una canzone dal titolo palindromo interpretata da un gruppo con il nome palindromo.
SOS è stata scritta da Stig Anderson, Benny Andersson e Björn Ulvaeus: nello specifico il titolo fu coniato da Stig, ma il testo che egli aveva confezionato per il brano fu rivisto da Bjorn. Il pezzo era stato tra i primi tre ad essere pronto per il loro album ABBA.
Per quanto prescelta subito per la sua orecchiabilità come candidata a pubblicizzare l'album, So Long fu preferita a SOS come primo singolo estratto: la ragione è da ricercarsi nel ritmo della prima, che calcava pari pari quello del loro primo grande successo, Waterloo. La scelta si rivelò poco azzeccata, ma la fortuna del disco non fu minata da questa politica commerciale.
Alcuni famosi cantanti si sono dichiarati grandi ammiratori del brano, tra tutti John Lennon e Pete Townshend, i quali l'hanno proclamato la loro canzone pop preferita. Due decenni dopo Peter Cetera pubblicherà una cover della canzone, evidenziando la sua ammirazione per gli ABBA, peraltro già manifestata in occasione di un duetto del 1988 con Agnetha Fältskog, cantante del gruppo. Anche i Men Without Hats pubblicarono una cover del brano nel loro album The Adventures of Women & Men Without Hate in the 21st Century del 1989.

## Successo commerciale
Commercialmente, dopo i due insoddisfacenti singoli che lo precedettero, So Long e I Do, I Do, I Do, I Do, I Do, SOS godette di grande successo in tutta Europa, sfatando le voci che volevano gli ABBA già in declino (l'ultimo successo risaliva ad un anno e mezzo prima, Waterloo).
SOS riportò gli ABBA nelle prime posizioni di diverse classifiche internazionali. Il singolo riuscì a penetrare nuovamente nella Top Ten britannica, e negli Stati Uniti rientrò nella Top 20. In Australia con SOS dilagò la cosiddetta "ABBAmania", che aiuterà numerosi loro singoli successivi (come Mamma Mia, Dancing Queen e Fernando) a mietere altri successi, sempre crescenti.
Il singolo scalò la vetta anche in Nuova Zelanda, Messico, Sudafrica, Belgio e Germania Ovest e entrò in top ten in Austria, Canada, Irlanda, Paesi Bassi, Norvegia, Svizzera e Rhodesia. In Italia SOS si rivelò il singolo degli ABBA che raggiunse la più alta posizione in classifica (la n. 2, ostacolata solo da Ancora tu di Lucio Battisti), diventando peraltro il settimo singolo più venduto dell'anno.

## Utilizzo del brano
Un campionamento del brano è stato usato nel singolo Bring Me Edelweiss degli Edelweiss del 1988.